# ماركوس لوف
ماركوس لوف (بالألمانية: Markus Löw)‏ هو مدرب كرة قدم ولاعب كرة قدم ألماني في مركز الدفاع، ولد في 4 أبريل 1961 في شوناو إم شفارتسفالد في ألمانيا. لعب مع نادي ساندهاوزن ونادي فرايبورغ.

## وصلات خارجية
- ماركوس لوف على موقع بيانات كرة القدم. دي إي (الألمانية)
- ماركوس لوف على موقع عالم كرة القدم.نت (الإنجليزية)